# Acacia mangium
Acacia mangium är en ärtväxtart som beskrevs av Carl Ludwig von Willdenow. Acacia mangium ingår i släktet akacior, och familjen ärtväxter. Inga underarter finns listade i Catalogue of Life.

## Bildgalleri

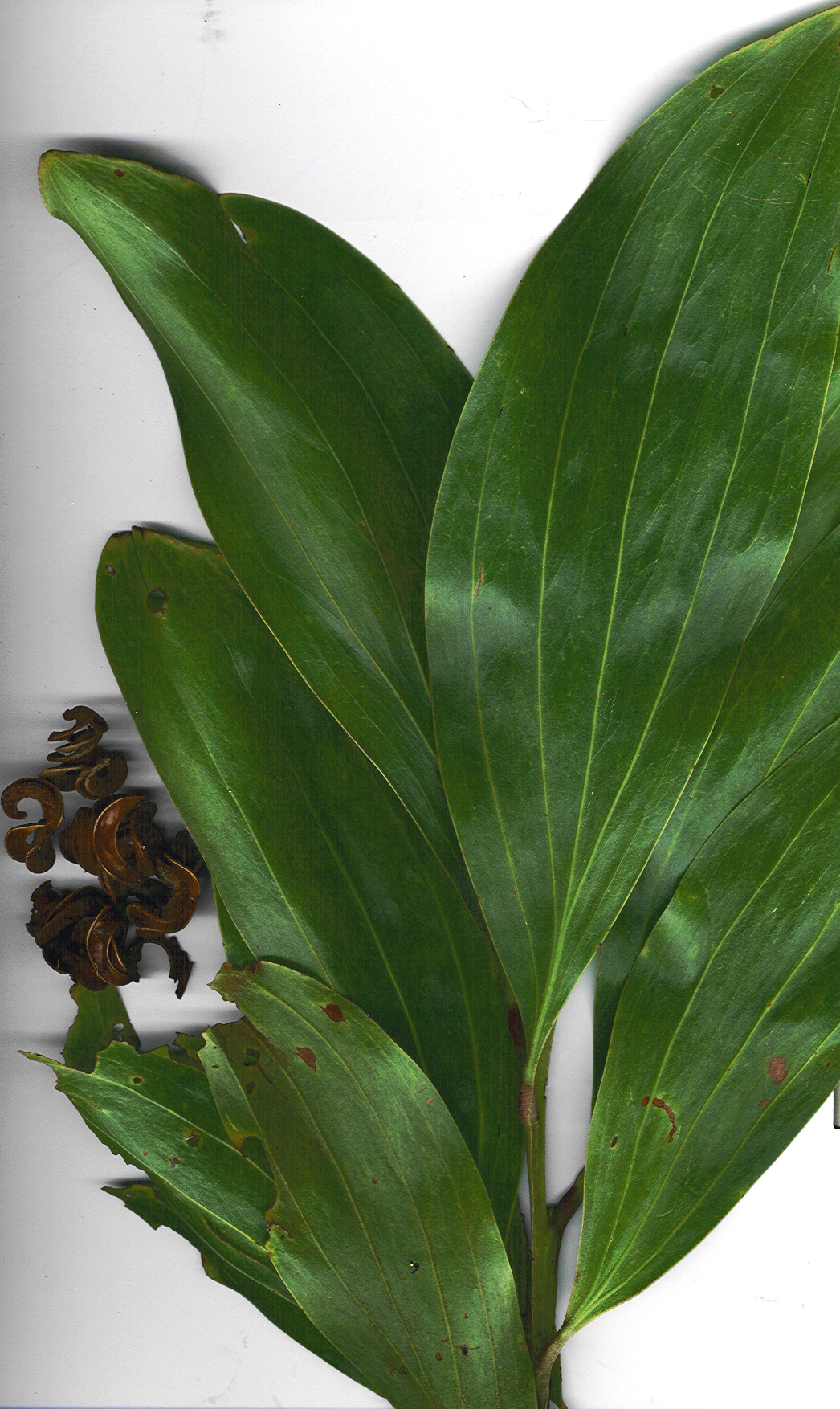
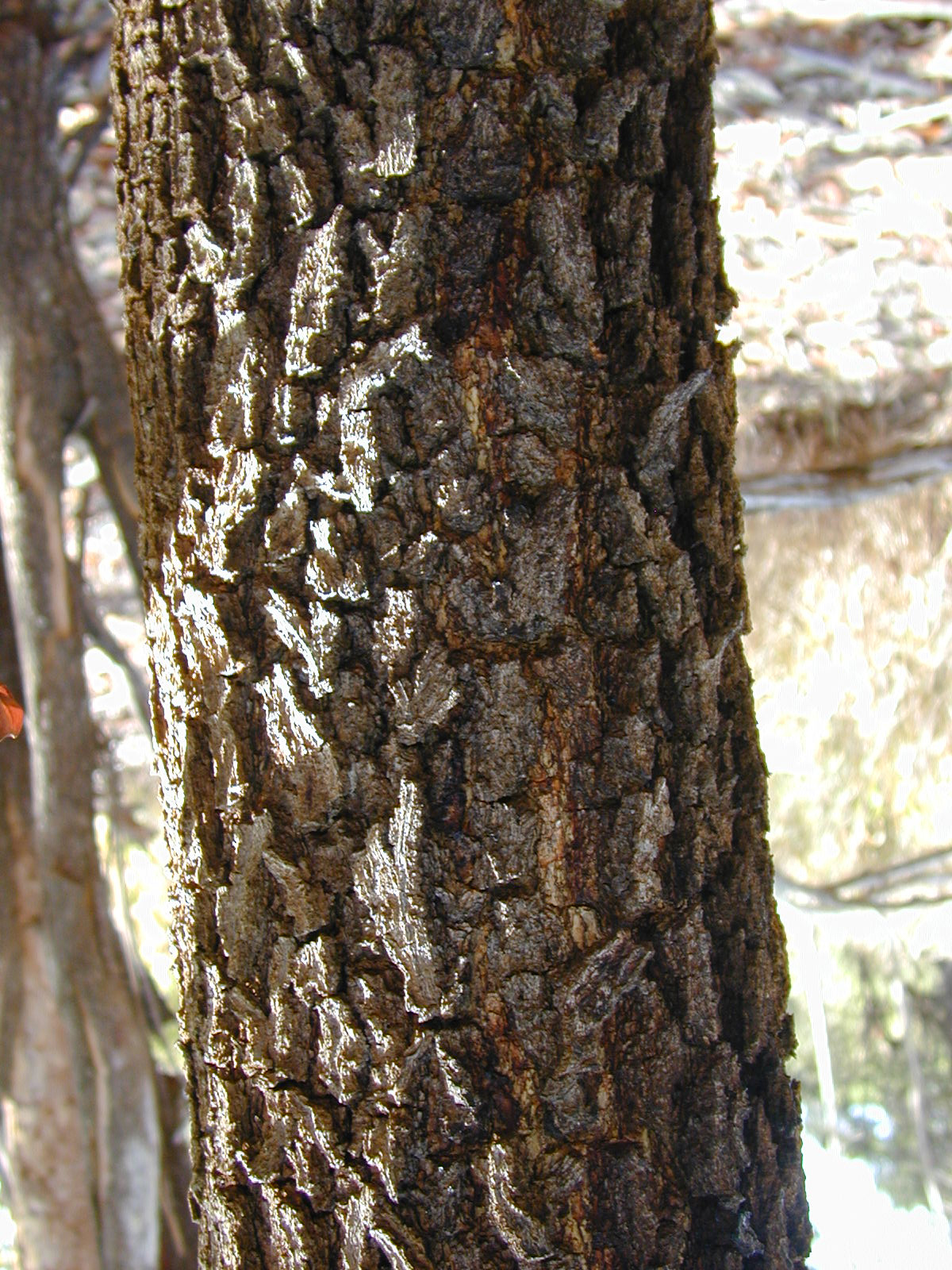
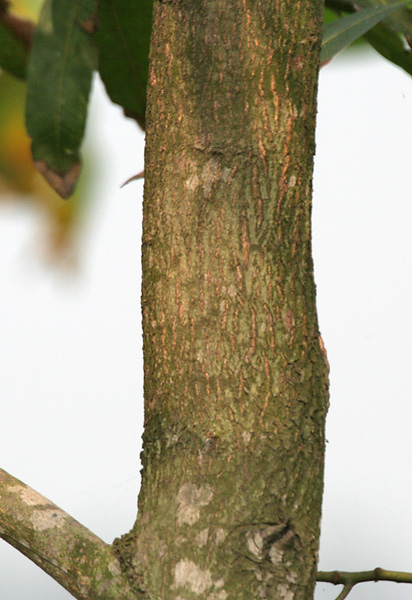
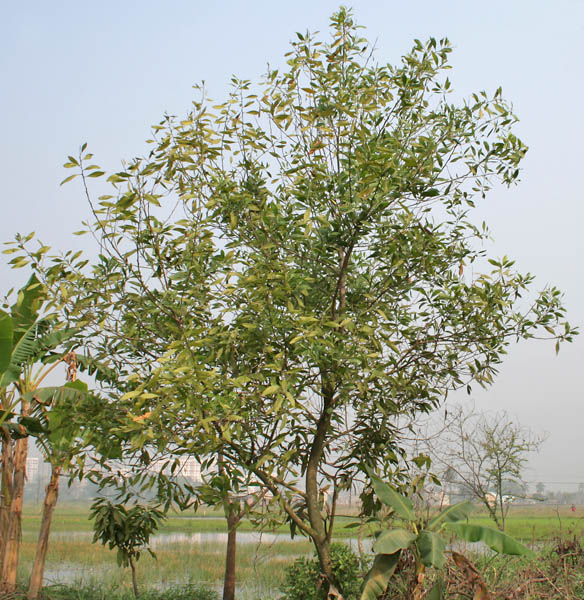
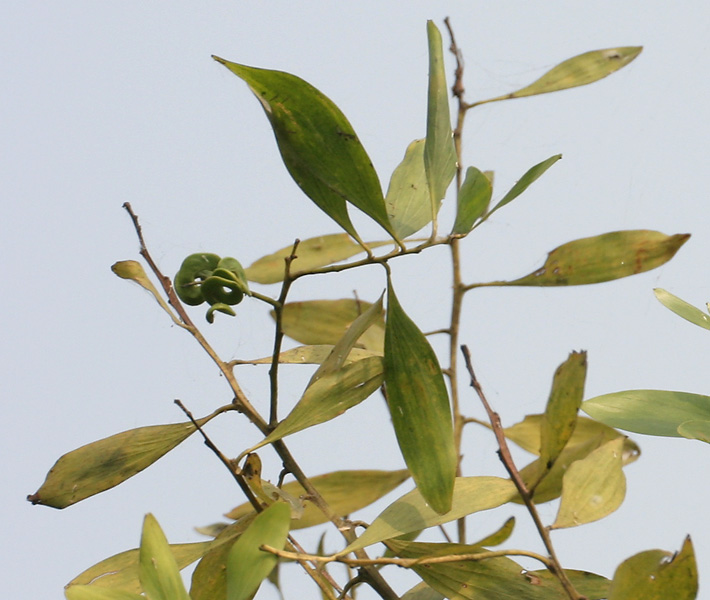
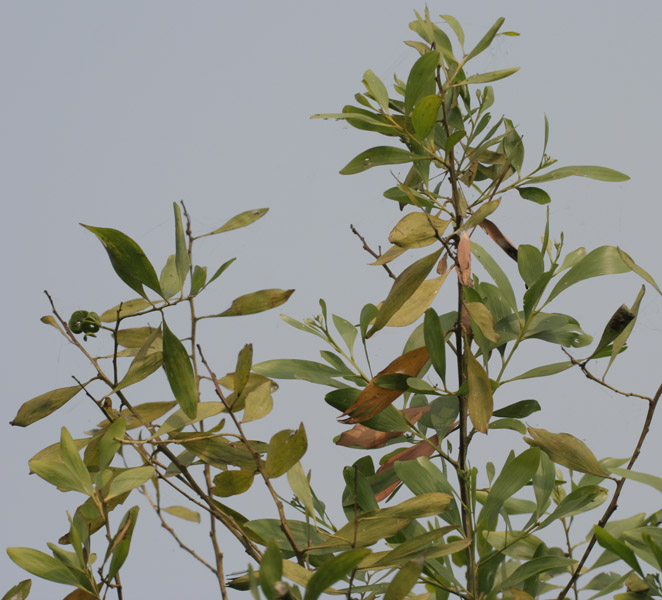